# João Lucas & Marcelo
João Lucas & Marcelo é uma dupla brasileira sertaneja formada pelos amigos Rafael Ribeiro de França (Miranorte, Tocantins, 5 de Janeiro de 1981) o João Lucas e Marcelo  Bernardes de Oliveira (Cáceres, Mato Grosso, 3 de Julho de 1985) o Marcelo. São conhecidos pelo hit Eu Quero Tchu, Eu Quero Tcha, no qual já ficou entre as canções mais baixadas pela loja virtual iTunes do Brasil. Além de alcançar a 6ª posição na parada da Billboard Brasil Hot 100 Airplay.
Após o sucesso estrondoso da primeira música, os cantores emplacaram sucessos como Louca Louquinha, gravada em parceria com MC K9 e Dennis DJ  -que foi a música mais tocada das baladas em 2013 de acordo com o Ecad; no ano seguinte emplacaram Joga o copo pro alto, com parceria de Ronaldinho Gaúcho e em 2015 ficaram no topo das paradas com Agora é pra valer, gravada em parceria com Wesley Safadão. Em 2017 lançaram Morango e Mel. Em 2019, após divergências financeiras a dupla se separou. Marcelo Martins segue carreira solo e trabalha seu novo disco, com a música Anjo de Balada como destaque.
João Lucas se aventurou na carreira política como deputado federal em 2018, mas não obteve êxito.

## Discografia
- João Lucas & Marcelo - 2011 - CD
- A Vida É Uma Festa! (Ao Vivo) - 2013 - CD/DVD
- Agora é pra valer - 2015 - CD

## DVDs
A Vida É Uma Festa! (Ao Vivo) 2013 - CD/DVD

## Músicas
- 2011: "O Pegador"
- 2012: "Eu Quero Tchu, Eu Quero Tcha" (Neymar)
- 2012: "Vuco Vuco"
- 2012: "Louca Louquinha" Part. Mc K9
- 2013: "Se Beijar na Boca dá Sapinho"
- 2014: Dennis DJ - "Joga o Copo Pro Alto" (Vamos Beber) Part. João Lucas & Marcelo e Ronaldinho Gaúcho
- 2015: Dennis DJ - "Musa" Part. João Lucas & Marcelo
- 2015: "Agora é Pra Valer" Part. Wesley Safadão
- 2017 Morango e Mel